# Bunmei Ibuki
Bunmei Ibuki(伊吹 文明, 9 de enero de 1938) es un político japonés.
En octubre del 2007 fue nombrado Miembro de la Cámara de Representantes de Japón de la Prefectura de Kioto, distrito 1, siendo reelegido en ocho ocasiones. Del 2007 al 2008 fue secretario general del Partido Democrático Liberal de Japón y en el 2008, fue Ministro de Finanzas.

## Biografía y educación
Nació en Kyoto y creció dentro de una familia dedicada a la venta al mayoreo de productos textiles. En 1960 se graduó de economía en la Universidad de Kioto en donde también participaba en el club de tenis. Recién egresado se convirtió en burócrata del Ministerio de Finanza. En 1965 se le envió como comisionado de la embajada japonesa a Londres, puesto que conservó durante cuatro años.
Habla fluidamente el inglés y es creyente de Tenrikyo. Es miembro del abiertamente revisionista grupo Nippon Kaigi, y afiliado al fundamentalista shinto Shinto Seiji Renmei Kokkai Giin Kondankai (神道政治連盟国会議員懇談会).

## Trayectoria política
Su primer cargo como político fue el de ministro de Finanzas en la administración de Michio Watanabe. Es miembro del Partido Democrático Liberal (LDP) y ha tenido diferentes puestos de gobierno, incluyendo el de Ministro de Trabajo y la dirección de la Comisión de Seguridad Pública Nacional.
El 26 de septiembre fue nombrado ministro de Educación, Cultura, Deportes, Ciencia, y Tecnología en la administración del primer ministro Shinzō Abe. Durante este puesto,  promueve la polémica revisión de la Ley Fundamental de Educación. Posteriormente fue nombrado tan secretario general del LDP en septiembre del 2007 pero en menos de un año fue reemplazado en aquella posición por Taro Aso.
Es conocido en temas de finanzas, impuestos y políticas de bienestar. Durante dos meses trabajó como ministro de Finanzas, siendo reemplazado por Shōichi Nakagawa en el Gabinete del Primer ministro Taro Aso, nombrado el 24 de septiembre de 2008.
El 26 de diciembre del 2012, Bunmei Ibuki fue elegido como representante de la Cámara de Japón y presidió la ceremonia de la toma de protesta del Primer ministro Shinzō Abe.

## Honores
- Países Bajos: Caballero gran cruz de la Orden de Orange-Nassau (29 de octubre de 2014)[9]